# Jouravno
Jouravno (en ukrainien et russe : Жуpавно) ou Jouravne (en ukrainien : Журавне en polonais : Żurawno) est une commune urbaine de l'oblast de Lviv, dans l'Ukraine occidentale. Sa population s'élevait à 3 250 habitants.

## Géographie
Jouravno est bâtie au bord du Dniestr et de son affluent la Svitcha (Свіча) et se trouve à 67 km au sud-est de Lviv. Jouravno fait partie du raïon de Jydatchiv et se trouve à 19 km par la route au sud-est de la ville de Jydatchiv.

## Histoire
La première mention de Jouravno remonte à l'année 1435. Elle obtient l'autonomie urbaine — droit de Magdebourg — en 1563. En 1676, le roi Jean III Sobieski et 10 000 Polonais résistèrent vingt-trois jours à 200 000 Turcs et Tartares. Ils n'échappèrent à une perte certaine qu'en signant le traité de Jouravno, qui donnait aux Turcs la Podolie et une partie de l'Ukraine.
Après la Première Guerre mondiale, Jouravno devint polonaise (powiat de Żydaczów, voïvodie de Stanisławów). Elle fut occupée par l'Union soviétique entre septembre 1939 et juin 1941, puis par l'Allemagne nazie début juillet 1941.
De septembre à novembre 1942, la majorité des Juifs de la commune sont déportés vers le camp d'extermination de Belzec. Environ 160 travailleurs forcés sont confinés dans un ghetto ouvert. En février et juin 1943, ils sont assassinés à la périphérie du village lors de deux exécutions de masse perpétrées par un einsatzgruppen composé de la gendarmerie allemande et de la police locale ukrainienne.
Jouravno redevint soviétique en 1944 et accéda au statut de commune urbaine en 1957.

## Population
Recensements (*) ou estimations de la population :
| 1959* | 1970* | 1979* | 1989* | 2001* |
| ----- | ----- | ----- | ----- | ----- |
| 3 791 | 3 263 | 3 856 | 3 855 | 3 797 |

| 2009  | 2010  | 2011  | 2012  | 2013  |
| ----- | ----- | ----- | ----- | ----- |
| 3 662 | 3 632 | 3 611 | 3 597 | 3 598 |

| 2021  | - | - | - | - |
| ----- | - | - | - | - |
| 3 358 | - | - | - | - |

## Personnalité
- Mikołaj Rej (1505-1569), écrivain, homme politique et musicien polonais.

## Source
Marie-Nicolas Bouillet  et Alexis Chassang (dir.), « Zuravno » dans Dictionnaire universel d’histoire et de géographie, 1878 (lire sur Wikisource)